# Eshkaft-e Salman

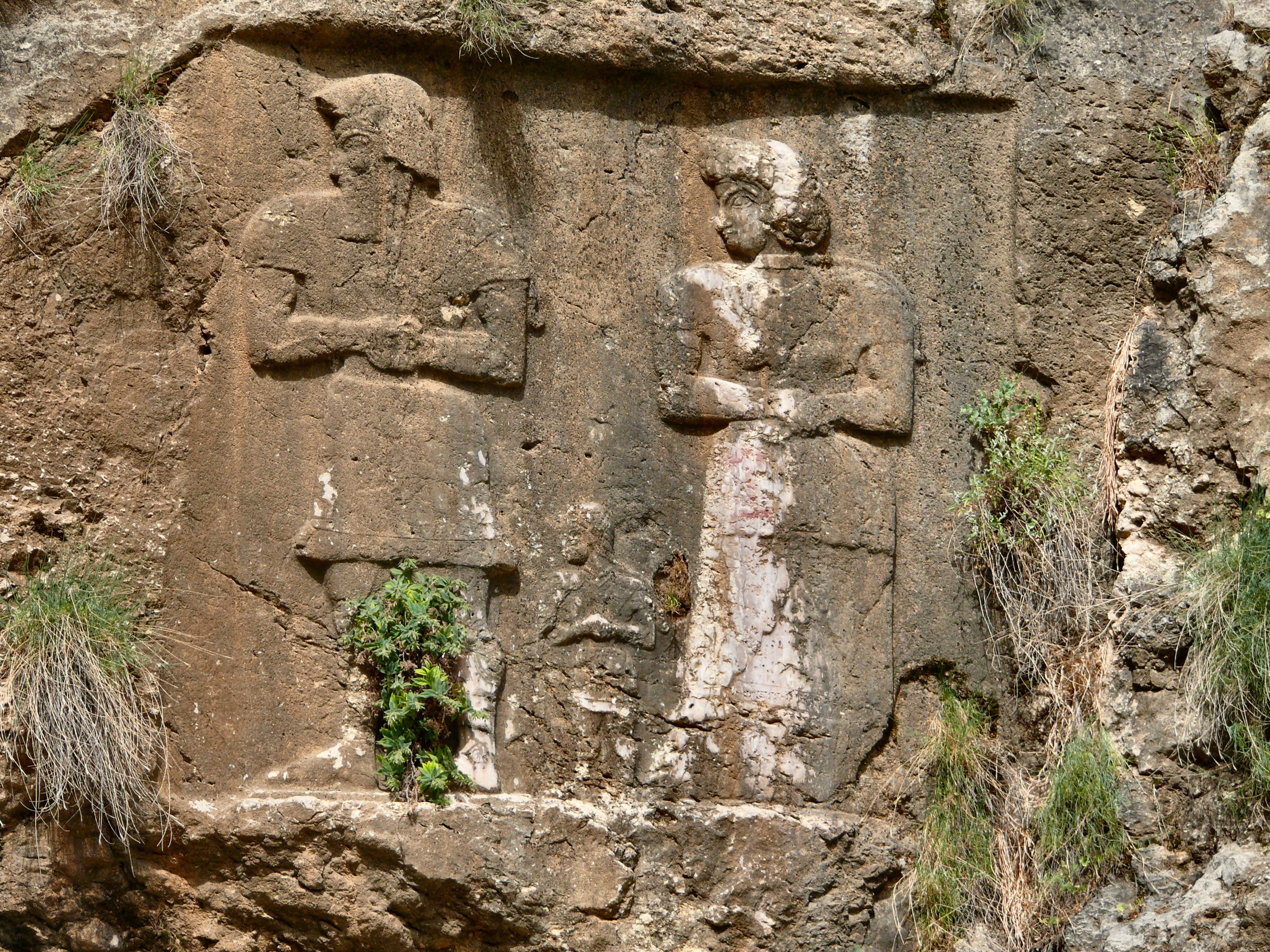
Eshkaft-e Salman II, la imatge d'una dona amb dignitat mostra la importància de les dones en l'època elamita.

Eshkaft-e Salman, o Shikaft-i Salman, és una cova amb quatre relleus a dins i fora, que es troba al sud d'Idhadj, al Khuzestan, al sud-oest de l'Iran.(1)
Hi ha una inscripció cuneïforme de 36 línies ben conservada a l'esquerra de la figura en el relleu IV. En el relleu I una escultura amb dos homes, un xiquet i una dona són enfront d'un encenser o un altar, mentre que el relleu II mostra un home, un xiquet i una dona mirant cap a l'esquerra. En tots dos relleus els hòmens duen elms de tipus elamita, i els pengen pels muscles trenes de cabell.
Els relleus III i IV estan molt deteriorats; Layard, però, els va descriure amb un cert detall. En el relleu III descrigué que la figura té els braços alçats i les mans unides en actitud de resar; la túnica li baixa fins als genolls; el tocat és semblant al de les altres figures. Layard creia que havia existit una inscripció a l'esquerra d'aquesta figura, i suggereix que l'aigua que es filtrava per la roca la va destruir totalment. També va reconéixer una inscripció cuneïforme fragmentària al vestit de la figura. Sobre la figura del relleu IV Layard observà que té una llarga túnica que li baixa fins als turmells; sembla que tenia els braços plegats sobre el pit. La barba li descendeix en rínxols gairebé fins al pit i el tocat s'assembla als que duien els sacerdots dels Magi. Sembla ser un capell ajustat al davant i que fa un plec al front.(2) 